# Roosendaal en Nispen
Roosendaal en Nispen è un'ex-municipalità dei Paesi Bassi situata nella provincia del Brabante Settentrionale. Soppressa il 1º gennaio 1997, il suo territorio, è andato a costituire, insieme a parte del territorio di Wouw, la nuova municipalità di Roosendaal.